# Isoetaceae
De Isoetaceae zijn een monotypische familie van vaatplanten. Het geslacht Isoetes (biesvaren) is het enige dat gerekend wordt tot deze familie. De Isoetaceae worden gerekend tot de orde Isoetales.
| - Tracheophyta (vaatplanten) - Lycopodiopsida (lycophytes, lycofyten) - Lycopodiales - - Isoetales - Isoetaceae - Selaginellales - Selaginellaceae - Euphyllophyta (euphyllophytes) - Polypodiopsida (Pteridophyta, pteridofyten, Monilophyta, varens) - Spermatophyta (zaadplanten) |